# Orthocomotis
Orthocomotis is een geslacht van vlinders van de familie bladrollers (Tortricidae), uit de onderfamilie Tortricinae.

## Soorten
- O. aglaia Clarke, 1955
- O. aphanisma Razowski, 1990
- O. argodonta Clarke, 1955
- O. attonsa Razowski, 1982
- O. auchmera Razowski, 1982
- O. boscantina (Dognin, 1912)
- O. cristata Clarke, 1955
- O. chaldera (Druce, 1889)
- O. chloantha (Walsingham, 1914)
- O. euchaldera Clarke, 1955
- O. exolivata Clarke, 1955
- O. herbacea Clarke, 1955
- O. herbaria (Busck, 1920)
- O. leucothorax Clarke, 1955
- O. magicana (Zeller, 1866)
- O. mareda Clarke, 1955
- O. melania Clarke, 1955
- O. melanochlora (Meyrick, 1931)
- O. muscosana (Zeller, 1866)
- O. nitida Clarke, 1955
- O. ochracea Clarke, 1955
- O. ochrosaphes Clarke, 1955
- O. olivata Dognin, 1905
- O. phenax Razowski, 1990
- O. prochaldera Clarke, 1955
- O. pseudolivata Clarke, 1955
- O. smaragditis (Meyrick, 1912)
- O. subolivata Clarke, 1955
- O. trissophricta (Meyrick, 1932)
- O. twila Clarke, 1955
- O. uragia Razowski, 1990